# Poslední soud (Michelangelo)

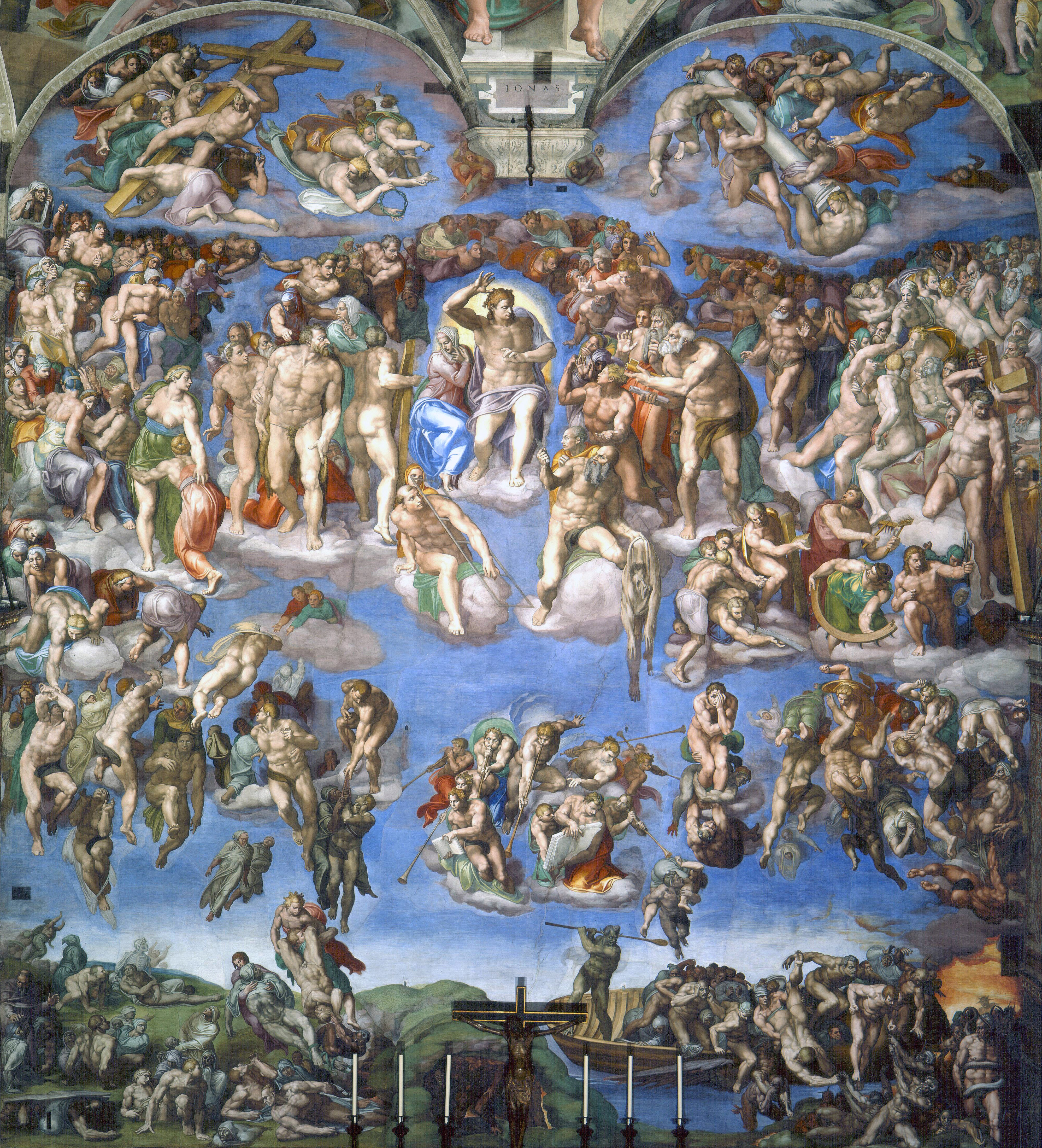
Poslední soud

Poslední soud, italsky Giudizio universale, je monumentální freska italského renesančního umělce Michelangela Buonarrotiho. Zachycuje události předpovídané v prorockých knihách Bible, zejména ve Zjevení sv. Jana. Michelangelo fresku tvořil sedm let. Freska zabírá plochu téměř 165 metrů čtverečních a je na ní zachyceno tři sta devadesát postav. Téměř beze zbytku vyplňuje čelní stěnu Sixtinské kaple ve Vatikánu a je považována za umělecké a ideové vyvrcholení její výmalby. Michelangelo ji dokončil 31. října 1541.

## Okolnosti vzniku
Dvacet jedna let po dokončení stropních fresek pověřil papež Klement VII. Michelangela vymalováním oltářní stěny Sixtinské kaple. Měl vyplnit celou plochu stěny a přemalovat zde již existující Peruginovy fresky. Umělec však dlouho váhal a na díle začal pracovat až o dva roky později na nátlak Klementova nástupce Pavla III. Zda k volbě tematiky Posledního soudu přispěl nějaký konkrétní podnět není známo, ale je možné, že jedním z možných byla dramatická historická událost zvaná Sacco di Roma (vyplenění Říma) v květnu roku 1527. Událost byla vnímána jako předzvěst Božího soudu.

## Kompozice a ikonografie
Pro význam díla jsou nejdůležitější dvě skupiny postav, jež umělec umístil do středu malby. Andělé vznášející se na oblacích přikládají k ústům trouby, aby hlásali příchod soudného dne. Nad nimi, ve středu výjevu, stojí ve svatozáři Kristus jako přísný soudce nad životem a smrtí. Není však zobrazen tradičně, připomíná spíše antické hrdiny. Je nahý, jak bývá u Michelangela obvyklé (původně byla většina postav zcela nahá, avšak po silném odporu byly na příkaz papeže Pavla IV. v roce 1565 většině postav pohlavní orgány zakryty přimalovanou drapérií). Ježíš je obklopen apoštoly, v hrozivém gestu zvedá ruku, aby předvolal lidstvo na potrestání nebo pro Boží odměnu. Jeho tvář vypadá tak nelítostně, že se od něj odvrací i jeho matka Panna Maria, která, zdá se, úpěnlivě prosí za spasení lidstva. Michelangelo na jedno z předních míst umístil i svůj vlastní portrét. Nedaleko Krista, po jeho levé noze, je vidět mezi postavami mučedníka sv. Bartoloměje. V levé ruce drží staženou lidskou kůži, jejíž tvář je Michelangelovým autoportrétem. Vlevo od Bartoloměje poznáváme svatého Vavřince s roštem. Po Kristově pravici stoupají k nebesům blahoslavení, zatímco vpravo padají hříšníci do hlubin věčného zatracení a převozník do podsvětí Charon je převáží na veslici přes řeku Styx k vládci posmrtné říše Hádovi (starořecký motiv). Úplně nahoře, v lunetě fresky, lze vidět apoštoly a světce, jak nesou nástroje Kristova utrpení – vlevo kříž a vpravo sloup při kterém byl Ježíš bičován. Do prostoru přesně za hlavním oltářem kaple Michelangelo umístil temný vchod do podsvětí. Velký důraz autor kladl na zachycení duševních pohnutek všech protagonistů děje.